# 吴晓晖
吴晓晖（1972年7月—），女，汉族，广东雷州人。1991年12月加入中国共产党，1993年7月参加工作，在职研究生学历、法学博士，高级经济师。现任江门市市长。

## 简历
1993年毕业于中山大学法律系法学专业，后进入广州工程承包总公司工作；2000年10月，进入广东省广业资产经营有限公司工作，历任法律事务部副总经理、法律事务部部长、工会副主席、总法律顾问、副总经理（2015年6月在职取得中山大学法学博士学位）；2016年3月，任广东省广新控股集团有限公司党委副书记、董事、总经理（2019年3月至2019年7月在中央党校中青二班学习）；
2019年8月，任中共梅州市委常委、常务副市长；
2021年1月，任江门市市长；